# Two Crowded Hours
Two Crowded Hours is een Britse dramafilm uit 1931 onder regie van Michael Powell. De film is wellicht zoekgeraakt.

## Verhaal
Een moordenaar is uit de gevangenis ontsnapt. Hij wil zich wreken op de vrouw die hem daar deed belanden. Een rechercheur en een Londense taxichauffeur zitten hem op de hielen.

## Rolverdeling
| Acteur        | Personage      |
| ------------- | -------------- |
| John Longden  | Harry Fielding |
| Jane Welsh    | Joyce Danton   |
| Jerry Verno   | Jim            |
| Michael Hogan | Scammell       |
| Edward Barber | Tom Murray     |